# Округ Вашингтон (Вермонт)
Вашингтон (енгл. Washington County) је округ у америчкој савезној држави Вермонт.

## Демографија
По попису из 2010. године број становника је 59.534, што је 1.495 (2,6%) становника више него 2000. године.
| Група             | 2000.          | 2010.          |
| Белци             | 55.778 (96,1%) | 56.473 (94,9%) |
| Афроамериканци    | 274 (0,5%)     | 441 (0,7%)     |
| Азијати           | 330 (0,6%)     | 502 (0,8%)     |
| Хиспаноамериканци | 732 (1,3%)     | 995 (1,7%)     |
| Укупно            | 58.039         | 59.534         |